# Flygvapnets kadett- och aspirantskola för marklinjen

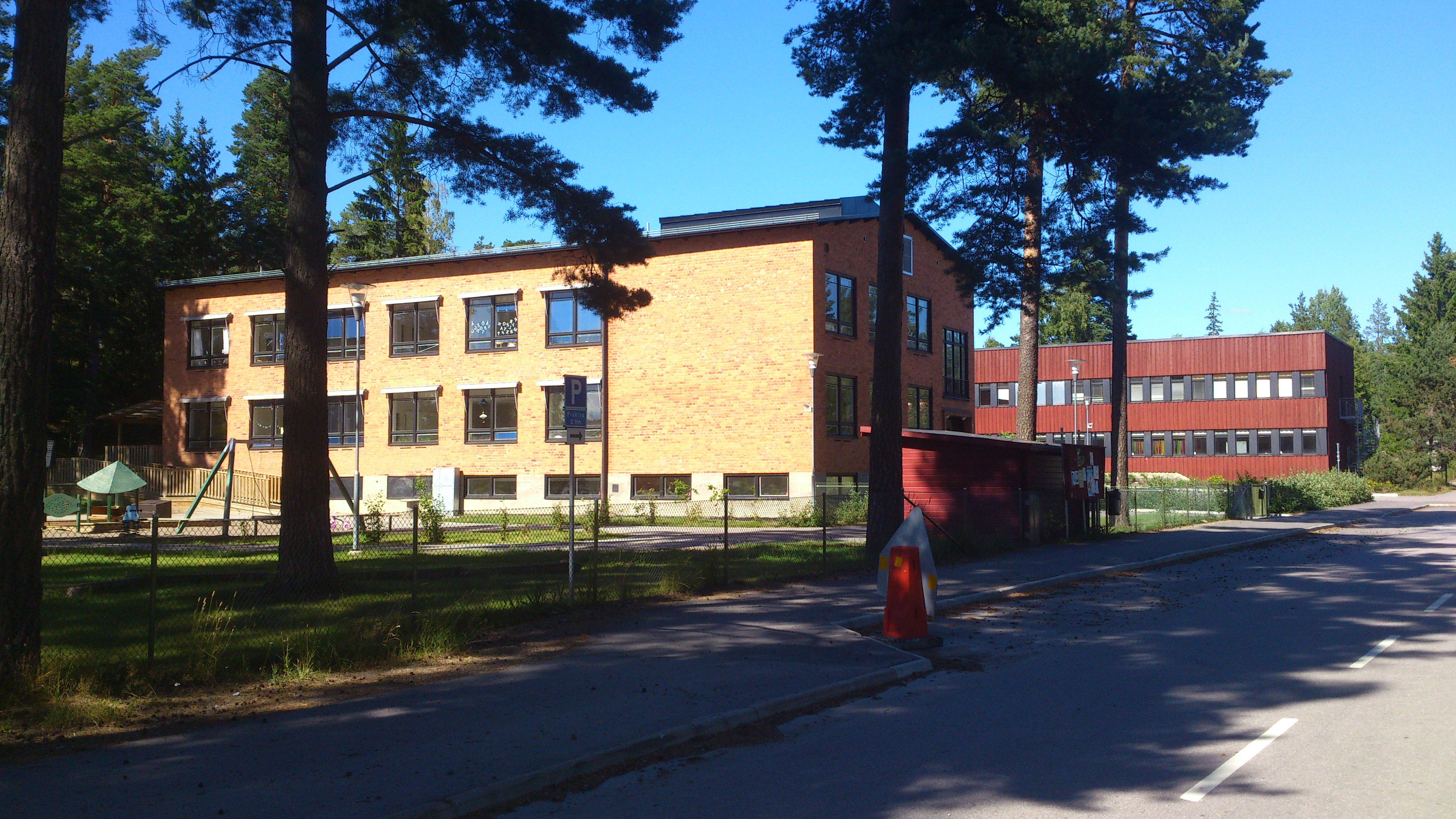
"Gamla skolhuset" (gula tegelbyggnaden), KAS/M:s skollokaler i Tullinge. I bakgrunden syns Flygvapnets teletekniska skolas byggnad.

Flygvapnets kadett- och aspirantskola för marklinjen (KAS/M) var en krigsskola för markförbanden inom svenska flygvapnet som verkade i olika former åren 1966–1983. Förbandsledningen var förlagd i Stockholms garnison i Tullinge.

## Historik
Efter andra världskriget började Sverige bygga upp en helt ny organisation för stridsledning och luftbevakning. Stommen i den nya organisationen hämtades från den luftbevakning som tidigare fanns i luftvärnet. Till flygvapnet överfördes från armén både kompanichefer och materiel, men det stod även snart klart att man behövde rekrytera ytterligare officerare till den nya organisationen. Som en del av detta bildades den 1 oktober 1966 Flygvapnets kadett- och aspirantskola för marklinjen. Skolan hade dock föregåtts av en del försöksorganisationer. Flygvapnets kadett- och aspirantskola för marklinjen var inledningsvis en del av Roslagens flygkår i Hägernäs. Men som en del av den omorganisation som gjorde inom flygvapnet på 1970-talet, så kom skolan tillsammans med Stridslednings- och luftbevakningsskolan och Flygvapnets teletekniska skola överföras 1974 till det nybildade markskoleförbandet Flygvapnets Södertörnsskolor vid Tullinge flygplats. Genom reformen Ny befälsordning beslutades att alla yrkes- eller reservofficerare först skulle genomgå den vanliga värnpliktsutbildningen. Det innebar att den gamla befälsordningens aspiranter utgick och istället inrättades den 1 januari 1981 Flygvapnets officershögskola, vilken var en gemensam skola för flygvapnets samtliga officerskategorier. Flygvapnets kadett- och aspirantskola för marklinjen blev dock kvar under en övergångsperiod för att kompletteringsutbilda flygvapnets plutonsofficerare. Den 31 december 1983 upplöstes och avvecklades skolan formellt, då det inte längre fanns något utbildningsbehov i den gamla befälsordningen.

## Verksamhet
Skolan utbildade blivande regementes-, plutons-, och reservofficerare för STRIL-verksamhet, men även reservofficerare på intendenturlinjen och sambandslinjen. Den 17 december 1982 genomfördes den sista reservofficersexamen enligt den gamla befälsordningen. Även om den blev slutet, så blev den även början på något nytt, då försvaret fick fyra kvinnliga officerare, vilka var de första kvinnor som antagits till befälsutbildning. Den kompletteringsutbildning som anordnades i samband med den nya befälsordning för flygvapnets plutonsofficerare pågick från den 10 november 1980 och avslutades den 2 december 1983.

## Förläggningar och övningsplatser
När skolan bilades 1966 var den förlagd till kasernetablissementet i Hägernäs. År 1974 omlokaliserades skolan till Tullinge, där den förlades till Södertörns flygflottiljs gamla skolhus. Skolhuset hade dock rustats och byggts om och bland annat försetts med en tv-studio. Intill skolhuset uppfördes även en ny och modern kasern, K25, dit befälseleverna förlades.

## Heraldik och traditioner
"Blasonering: en spets i svart belagd med ett nedskjutande ställt svärd, överlagt en öppen eklövskrans allt av silver."

## Förbandschefer
Förbandschefen titulerades skolchef och hade tjänstegraden major.

- 1966–19??: Major Gunnar Söderberg
- 1974–19??: Major Rolf Rasmussen
- 19??–1983: ???

## Namn, beteckning och förläggningsort
| Flygvapnets kadett- och aspirantskola för marklinjen | 1966-10-01 | – | 1983-12-31 |

| KAS/M | 1966-10-01 | – | 1983-12-31 |

| Stockholms garnison/Hägernäs (F)           | 1966-10-01 | – | 1974-06-30 |
| Stockholms garnison/Tullinge flygplats (F) | 1974-07-01 | – | 1983-12-31 |